# Фабиан Роблес
Фабиан Роблес (на испански: Fabián Robles) е мексикански актьор роден в Леон, Гуанахуато, Мексико на 16 април 1974 г. В България е известен с ролите си на Хосе Алфредо в „Любов и омраза“ и на Фелипе Сантибанес в „Желязната дама“.

## Биография
Започва кариерата си през 1994 г. с участие в теленовелата „Полетът на орела“. Има не малко роли и като злодей в теленовели като: „Любовен облог“, „Скритата истина“, „Малки момичета като теб“, „По дяволите красавците“, „Лишена от любов“ и „Корона от сълзи“.
Баща му Фернандо Роблес е актьор, а брат му Хулиан Роблес е актьор и писател. Те се появяват заедно в теленовелата „Полетът на орела“ (1994). Съпругата му Хосефина му ражда син на име Хуан Фернандо Роблес, който е кръстен на дядо си. Фабиан е вегетарианец.

## Филмография
- 2022: Моят път е да те обичам (Mi camino es amarte) – Аарон
- 2022: Разделена любов (Amor dividido) – Кевин Ернандес
- 2018: И утре ще бъде друг ден (Y mañana será otro día) – Адриан Сармиенто
- 2017: В диви земи (En tierras salvajes) – Виктор Тиноко
- 2016: Кандидатката (La candidata) – Хосе
- 2013: Да лъжеш, за да живееш (Mentir para vivir) – Пиеро Верастеги
- 2012: Корона от сълзи (Corona de lágrimas) – Дарио
- 2011: Лишена от любов (La que no podía amar) – Ефраин Риос
- 2010: Желязната дама (Soy tu dueña) – Фелипе Сантибанес
- 2009: Утре и завинаги (Mañana es para siempre) – Владимир Пинейро
- 2008: По дяволите красавците (Al diablo con los guapos) – Ригоберто
- 2007: Малки момичета като теб (Muchachitas como tú) – Федерико Канту
- 2006: Скритата истина (La verdad oculta) – Роберто Зарате
- 2005: Срещу вълните на живота (Contra viento y marea) – Херонимо
- 2004: Любовен облог (Apuesta por un amor) – Алваро Монтаньо
- 2004: Малката Ейми (Amy, la nina de la mochila azul) – Бруно Сервантес
- 2003: Клас 406 (Clase 406) – Джовани Ферер Ескудеро
- 2002: Любов и омраза (Entre el amor y el odio) – Хосе Алфредо
- 2000: Първа любов (Primer amor a mil por hora) – Сантяго Гарсия (Игуаната)
- 1999: Три жени (Tres mujeres) – Анхел
- 1998: Моя малка палавница (Mi pequeña traviesa) – Мартин
- 1997: Любима неприятелка (Amada enemiga) – Маркос
- 1996: Запален факел (La antorcha encendida) – Хосе
- 1996: Все още те обичам (Te sigo amando) – Оскар
- 1996: Любовни връзки (Lazos de amor) – Хено
- 1995: Със същото лице (Bajo un mismo rostro) – Тео
- 1994: Полетът на орела (El vuelo del águila) – Порфирио Диас